# Voile islamique en Europe

Pays interdisant la burqa en Europe (2025).
Interdit national – les pays interdisent des voiles intégraux.
Interdit local – certaines villes ou régions interdisent des voiles intégraux.
Interdit partiel – le gouvernement interdit les voiles intégraux dans certains endroits.

Les affaires du voile islamique en Europe désignent les débats et conflits autour du port du voile islamique dans l'espace public en Europe.

## Les différents types de voile en cause

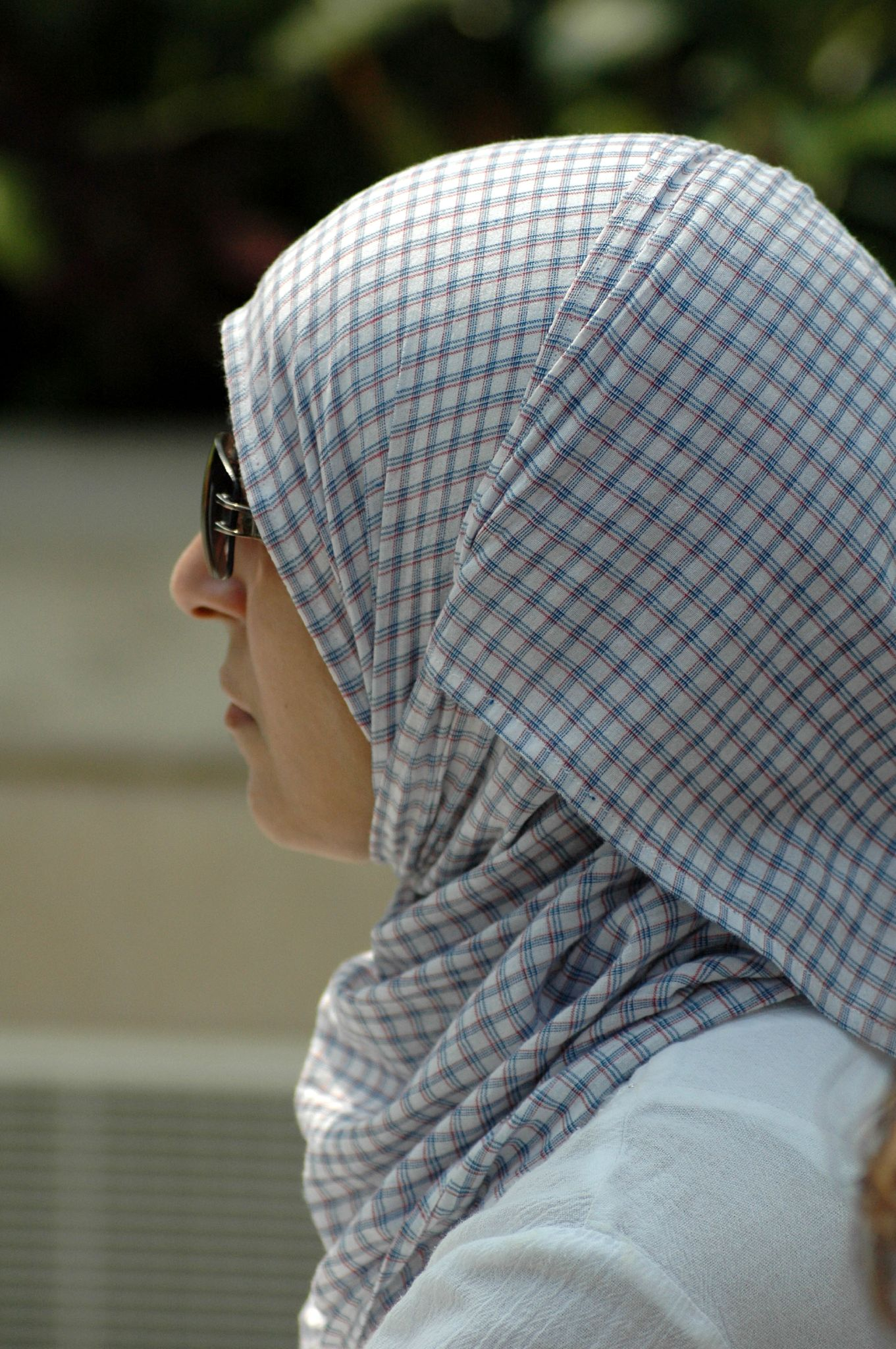
Femme couverte d'un hijab à Liverpool.

Les affaires de voile islamique concernent de façon indifférenciée plusieurs types de voiles. Cela va du simple foulard couvrant la tête mais gardant le visage visible, le hijab, en passant par le niqab qui ne laisse que les yeux visibles, le tchadri voile porté par les femmes afghanes recouvrant l’intégralité du corps, jusqu'au tchador le voile porté par les femmes en Iran, qui ne cache pas le visage. La critique du port du foulard porte sur la conception de la place de la femme dans la société et sur le risque de prosélytisme dans des milieux réputés neutres, comme les écoles, la fonction publique ou les lieux accueillant de multiples confessions. Dans le cas de voiles plus importants se rajoutent les risques ou les gênes qu’entraîne ce voile pour l’activité elle-même. C’est le cas de la conduite d’une voiture, de l’accompagnement d’enfants lors d’une sortie ou de l’impossibilité de reconnaître l’identité d'une femme lors de la signature d'un contrat, d'un engagement ou d'un contrôle d’identité par exemple.

## Situation dans l'Union européenne
La Cour de justice de l'Union européenne (CJUE), a rendu deux arrêts, concernant deux affaires, le 14 mars 2017, sur le port du voile dans les entreprises privées au sein de l'Union européenne. Elles ont le droit, sous conditions, d’interdire le port du voile à leurs salariées, mais précise néanmoins le cadre dans lequel une telle mesure peut être mise en œuvre sans être discriminatoire. Il faut en premier lieu qu’un règlement intérieur de l’entreprise prévoit l’interdiction pour les salariés de porter sur le lieu du travail des signes visibles de leurs convictions politiques, philosophiques ou religieuses. Si cette règle aboutit à une « discrimination indirecte », à savoir que seules les femmes musulmanes choisissant de porter le voile sont concernées par la mise en œuvre de cette règle, il faut que cela soit objectivement justifié par un objectif légitime tel que la poursuite par l’employeur, dans ses relations avec ses clients, d’une politique de neutralité,.

## Situation par pays

### Allemagne
D'une manière générale, il appartient au législateur de chaque Land d'interdire ou non le port du foulard par les enseignantes. Six Länder ont voté une loi interdisant aux enseignantes le port de signes ostensibles d'appartenance religieuse. Il s'agit des Länder de Bade-Wurtemberg, Brême, Bavière, Basse-Saxe, Rhénanie-du-Nord-Westphalie et Sarre. Les Länder de Berlin et de Hesse ont développé cette interdiction pour tous les agents publics.
En Bavière, le Tribunal constitutionnel régional du Land a rejeté, lundi 15 janvier 2007 à Munich, la plainte d'une communauté religieuse islamique désirant faire annuler une loi qui proscrit, depuis 2005, le voile pour les enseignantes dans les écoles bavaroises.
L'interdiction du port du voile intégral dans l'espace public s'étend dans de nombreux Länder.
Le 27 avril 2017, les députés allemands adoptent une loi interdisant partiellement le port du voile intégral, notamment pour les fonctionnaires (les agents publics doivent avoir le visage totalement découvert dans le cadre de leurs fonctions).
- Kopftuchstreit (de) (différend sur le foulard)

### Belgique
Certaines dispositions visant à interdire la dissimulation du visage en public avaient déjà été prises depuis bien longtemps au niveau local (notamment via certains règlements de police).
Le Conseil de l'enseignement de la Région flamande a interdit le 11 septembre 2009 le port du voile islamique dans les écoles publiques à partir de 2010. Le samedi 26 septembre 2009, une manifestation a rassemblé des opposants au port du voile islamique dans les écoles de la communauté française de Belgique. Le lendemain, le président du Mouvement réformateur, Didier Reynders, a proposé l'interdiction du port de tout signe religieux ostensible dans l'école publique jusqu'à l'âge de 16 ans. Le Parti du Travail de Belgique par contre favorise l'autorisation du port du voile islamique.
En avril 2010, les députés belges sont les premiers à avoir voté en Europe, à la quasi-unanimité, des dispositions visant à interdire le port de tout vêtement cachant totalement ou de manière principale le visage. Le parcours législatif du texte est cependant interrompu en raison de la dissolution du parlement et le débat est relancé par la législature suivante.
La loi est finalement adoptée par le parlement en avril 2011. Elle entre en application en juillet 2011 et prévoit, pour les contrevenants, une amende de 137,50 euros et jusqu'à sept jours d'emprisonnement. En décembre 2012, La cour constitutionnelle rejette les recours introduits contre cette loi.
Le 31 mai 2016, dans une affaire opposant une salariée licenciée après avoir manifesté sa volonté de porter un voile sur son lieu de travail, l'avocate générale de la Cour de justice de l'Union européenne, saisie par la justice belge au titre de la question préjudicielle, se prononce en faveur de l'interdiction du voile selon les motifs suivants : « L’interdiction faite à une travailleuse de religion musulmane de porter un foulard islamique au travail ne constitue pas une discrimination directe fondée sur la religion au sens de l’article 2, paragraphe 2, sous a), de la directive 2000/78/CE, si cette interdiction s’appuie sur un règlement général de l’entreprise interdisant les signes politiques, philosophiques et religieux visibles sur le lieu de travail et ne repose pas sur des stéréotypes ou des préjugés relatifs à une ou plusieurs religions déterminées ou aux convictions religieuses en général. Une telle discrimination peut être justifiée pour mettre en œuvre dans l’entreprise concernée une politique de neutralité en matière de religion et de convictions fixée par l’employeur, pour autant que le principe de proportionnalité soit respecté »,.

### Bulgarie
Le 30 septembre 2016, l'Assemblée nationale vote une loi interdisant « le port dans les lieux publics de vêtements dissimulant partiellement ou complètement le visage », ce qui inclut la burqa et le niqab. Les contrevenants devront payer une amende 200 leva (≈ 100 euros) pour la première infraction et de 1500 leva (≈ 750 euros) pour chaque récidive. Les aides sociales dont ils pourraient bénéficier seront coupées.

### Danemark
Le 6 février 2018, le gouvernement danois annonce son intention d'interdire le voile intégral (burqa ou niqab) dans les lieux publics
La loi du 1er août 2018 interdit de se dissimuler le visage en public, ce qui implique l'interdiction du port du niqab et de la burqa en public.

### Espagne
Jusqu'en 2007, le voile ne faisait pas réellement débat en Espagne. Cependant, la population immigrée a très fortement augmenté ces dernières années[réf. nécessaire] et, à la rentrée 2007, le cas d'une fillette de 9 ans voilée à l'école a suscité un fort émoi. Durant la campagne législative, le 7 février 2008 un des responsables du PP, Ignacio Astarloa, a déclaré qu'il fallait que le voile « ne soit pas un élément de discrimination, ni à l'école ni dans aucune autre situation ». Les sénateurs espagnols ont approuvé en juin 2010 une motion invitant le gouvernement socialiste au pouvoir d'interdire le voile islamique intégral dans les lieux publics.
Une élève d'origine marocaine d'un lycée public de la région de Madrid portant le voile islamique a été exclue en avril 2010.
De nombreuses communes adoptent des arrêtés contre le port du voile intégral.

### France
La loi du 11 octobre 2010 interdit de se dissimuler le visage en public ce qui implique l'interdiction du port du niqab et de la burqa en public.

### Kosovo
Le pays a adopté une loi interdisant le port de symboles religieux dans les établissements publics. Après ce vote, les musulmans bloquèrent les routes de la capitale. En manifestant tous les vendredis après la prière. Ce qui força l'État à revoir l'interdiction fraîchement votée au parlement. Quelques mois après, le voile est de nouveau autorisé dans les écoles publiques[réf. nécessaire].

### Pays-Bas
La ministre de l'Intégration et de l’Immigration, Rita Verdonk a annoncé en novembre 2006 que les Pays-Bas déposeront un projet de loi visant à interdire les vêtements couvrant le visage en public,.
Bien que l'interdiction ait fait l’objet d’un débat public, la législation résulte directement d'une motion présentée au parlement des Pays-Bas par le politicien Geert Wilders, qui souhaite lutter contre l'immigration. Le gouvernement a retardé ce débat en raison du conflit de cette loi avec celle sur la liberté de religion. Le troisième cabinet Balkenende a estimé cependant que ces questions ne font plus obstacle à la législation. La proposition a été condamnée par les organisations musulmanes.
Lors des élections générales de novembre 2006, le Parti pour la liberté de Wilders a gagné 9 sièges (sur 150). Il prône une interdiction complète de la burqa et une interdiction du foulard islamique dans la fonction publique ; tous les autres partis refusent de l'inclure dans une coalition.
Un groupe de femmes musulmanes a organisé une manifestation pro-burqa au parlement nouvellement élu à La Haye, le 30 novembre 2006. La manifestation a attiré l'attention des médias nationaux, bien qu'il y ait eu seulement 20 participants.
Après l'élection de 2006, le nouveau cabinet n'a pas pris de décision définitive sur l'opportunité d'introduire une interdiction et a donné des signaux contradictoires.
En février 2007, un sondage indiquait que 66 % des Néerlandais étaient pour une interdiction du voile ; 32 % s'y opposaient.
Un mémo du ministère des Affaires étrangères des Pays-Bas divulgué par l'Algemeen Dagblad met en garde contre le risque d'une éventuelle controverse de même ampleur que celle des caricatures de Mahomet du Jyllands-Posten.
Le projet de loi aux Pays-Bas s'applique au niveau national, mais auparavant les écoles et autres institutions ont appliqué leurs propres interdictions des robes islamistes complètes mais généralement pas quand il s’agissait uniquement d’un foulard islamique.
Les entreprises ont aussi leurs propres règlements intérieurs. Les cas de licenciements ou d'exclusions de l'école sont parfois traités par la Commission de l'égalité des Pays-Bas, créant de facto des lignes directrices nationales sur ce qui constitue ou non une discrimination.
À Amsterdam, des règlements intérieurs d’école ont attiré l'attention des médias après un incident en 2003 : une grande école a exclu trois étudiantes pour le port du tchador. L'une a été expulsée par la police quand elle a essayé d'entrer dans l'école en portant le tchador. Une entrée non autorisée dans l'établissement est qualifiée d'intrusion. La police avait donc la capacité juridique pour agir ainsi. Les étudiantes ont fait appel à la Commission de l'égalité, qui a tranché en mars 2003 en faveur de l'école. L'école justifie l'interdiction au motif que le tchador « empêchait tout contact avec les yeux qui témoigne d'un respect mutuel ». La Commission a donné raison à l'école indiquant que l'enseignement nécessite le contact et la communication et que ceci l'emporte sur les aspects de liberté religieuse. Le ministre de l'éducation, Maria van der Hoeven, du parti chrétien-démocrate CDA a publiquement approuvé la décision de la Commission. Le parti chrétien-démocrate CDA d’Amsterdam a ensuite appelé à une interdiction nationale du tchador, de la burqa et du hidjab dans les écoles, en partie au motif qu'ils sont en conflit avec les valeurs nationales.
Les villes d'Amsterdam et Utrecht ont proposé la suppression des prestations de sécurité sociale aux femmes sans emploi portant une burqa, au motif que cela les rend inaptes au travail dans un pays non musulman.
En mai 2015, le ministère de l’Intérieur du gouvernement néerlandais adopte un projet de loi interdisant le port du voile intégral dans certains lieux publics mais qui reste autorisé dans la rue : « Des vêtements dissimulant le visage seront interdits dans les bâtiments de l’enseignement et ceux des soins de santé, du gouvernement et dans les transports publics »,. Le port du voile intégral - burqa ou niqab - est interdit depuis le jeudi 1er août 2019 dans les écoles, les hôpitaux, les bâtiments publics et les transports en commun, conformément à une nouvelle loi.

### Royaume-Uni
Certains hommes politiques du Royaume-Uni ont entrepris d'ouvrir le débat à la suite des attentats de Londres de juillet 2005[réf. nécessaire]. Le débat a été relancé en octobre 2006 par le ministre des Relations avec le Parlement, Jack Straw, qui s'est dit favorable à ce que les musulmanes ne portent pas le voile, y voyant le symbole de la séparation des communautés. Le Premier ministre Tony Blair a lui aussi estimé que le voile islamique constituait une « marque de séparation », mais a appelé à une discussion sur l'intégration de la communauté musulmane. Ainsi, une enseignante de la ville de Dewsbury, âgée de 24 ans, s'est vue refuser le droit de porter le voile en classe par la justice britannique.
De nombreuses agressions anti-islamiques dans la population ont été constatées[réf. nécessaire]. Tony Blair, après avoir appelé la communauté musulmane à plus de responsabilité vis-à-vis des courants terroristes vivant en son sein, s'est seulement axé sur des mesures législatives renforçant la lutte contre le terrorisme, en évitant toute stigmatisation communautaire. Il a nommé Tariq Ramadan et une douzaine de personnalités pour conseiller le gouvernement du Royaume-Uni dans sa lutte contre le terrorisme.
En décembre 2013, une employée voilée de Marks & Spencer a refusé d'encaisser un client qui voulait acheter une bouteille de champagne au nom de ses convictions religieuses. La chaîne britannique s'est défendue en mettant en avant la politique du magasin qui respecte toutes les croyances religieuses. La polémique enfle rapidement ,,

### République tchèque
En septembre 2014, une étudiante somalienne en hijab est contrainte de quitter une école d'infirmières de Prague. Cela entraîne un vif débat dans la classe politique .

### Suisse
La Fédération de basketball Probasket a confirmé l'interdiction du port du voile dans les matches officiels conformément au règlement de la Fédération internationale FIBA qui interdit le port de symboles religieux.
Le Grand Conseil du canton d'Argovie voulait interdire le port du voile intégral dans l’espace public via une initiative mais l'initiative parlementaire fut classée sans suite vu que le nombre de personnes concernées étant « dérisoire ».
Le canton d'Argovie a toutefois accepté une autre initiative cantonale demandant à la Confédération d'interdire la burqa, initiative refusée le 21 janvier 2011 par la Commission des institutions politiques (CIP) du Conseil des États qui se prononce contre une interdiction de la burqa, estimant que « porter le voile pour des raisons religieuses en Suisse ne pose pas de réel problème ». Quatre jours plus tard, le canton de Soleure refusait également de légiférer sur la burqa, emboîtant le pays aux cantons de Schwyz, de Berne et de Bâle-Ville, s'étant déjà prononcé contre de telles lois. Dans le canton de Saint-Gall, le Conseil scolaire voulait interdire le port du voile islamique dans les écoles à la suite de nombreuses demandes d'information de la part de plusieurs communes. Le Tribunal fédéral, par un arrêt du 11 juillet 2013, confirme la décision du Tribunal Administratif thurgovien qui lève l'interdiction du voile décidé par les autorités de la commune de Bürglen, créant ainsi une jurisprudence en la matière . À la suite de cette décision, le parti UDC réfléchit au lancement d'une initiative pour l'introduction d'une loi fédérale interdisant le voile dans les lieux publics.
Le dimanche 22 septembre 2013, le canton du Tessin vote à 66 % pour une interdiction de se dissimuler le visage dans les lieux publics.
Le dimanche 7 mai 2017, la Landsgemeinde du canton de Glaris refuse à environ deux contre un une interdiction de se dissimuler le visage dans l’espace public.
Le 7 mars 2021, les Suisses se prononcent en faveur de l'interdiction de se dissimuler le visage qui est acceptée à 51,21%.
Le 16 décembre 2022, la conseillère nationale Marianne Binder-Keller dépose le postulat "Interdire le port du voile aux enfants dans les jardins d'enfants et les écoles. Une question d'égalité et de protection de l'enfant, non de religion". Le 15 février 2023, le Conseil fédéral rejette le postulat. Le 10 juin 2024, le postulat, repris par la conseillère nationale Jacqueline de Quattro, est adopté au Conseil national par 104 voix contre 77. Le Conseil fédéral doit désormais examiner la possibilité d'interdire le port du voile dans les écoles, en tenant compte du système éducatif, qui est du domaine des cantons ,.